# Casabianca (poème)
Pour les articles homonymes, voir Casabianca.

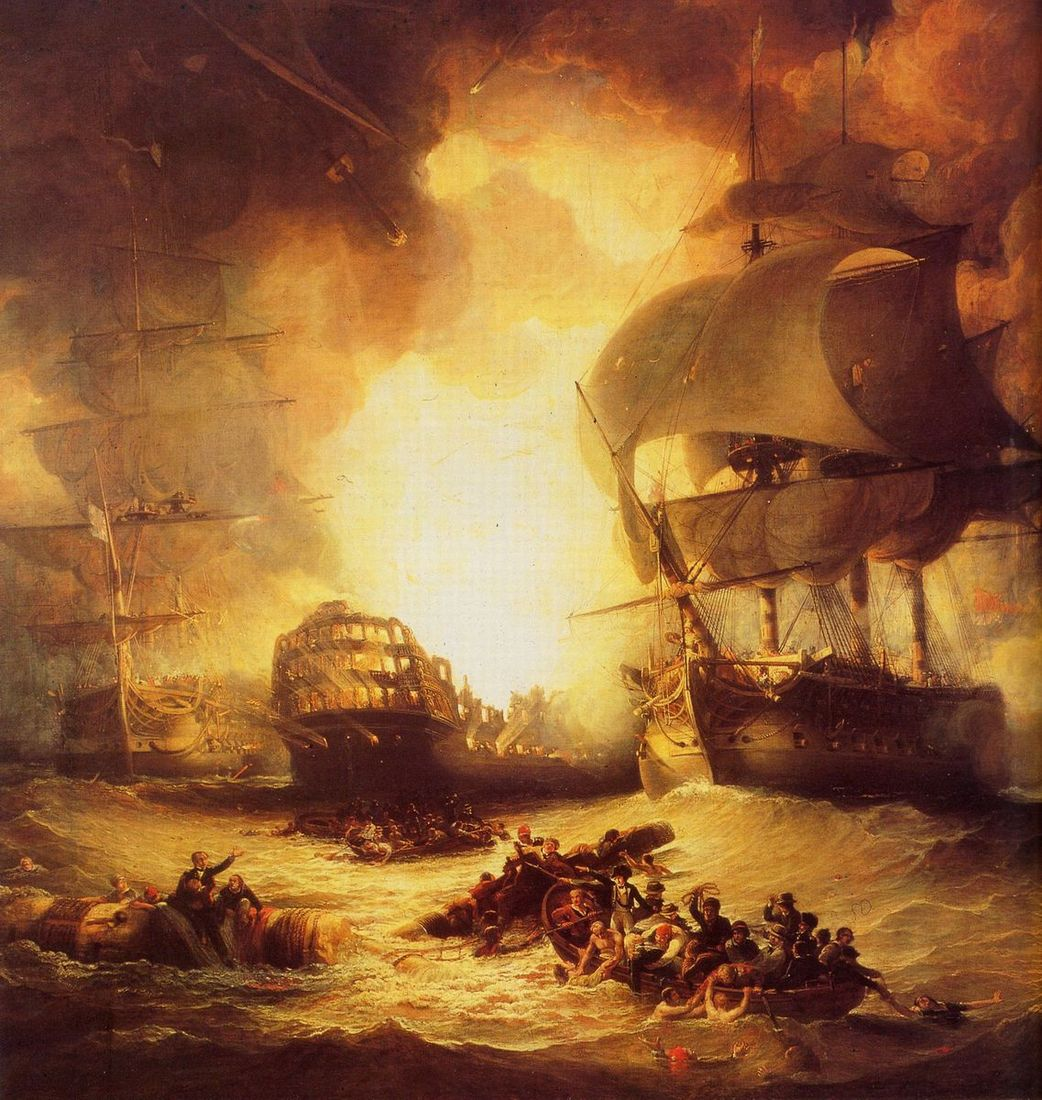
La destruction de l’Orient au cours de la bataille du Nil, 1 août 1798, George Arnald (1825-1827), National Maritime Museum, Londres.

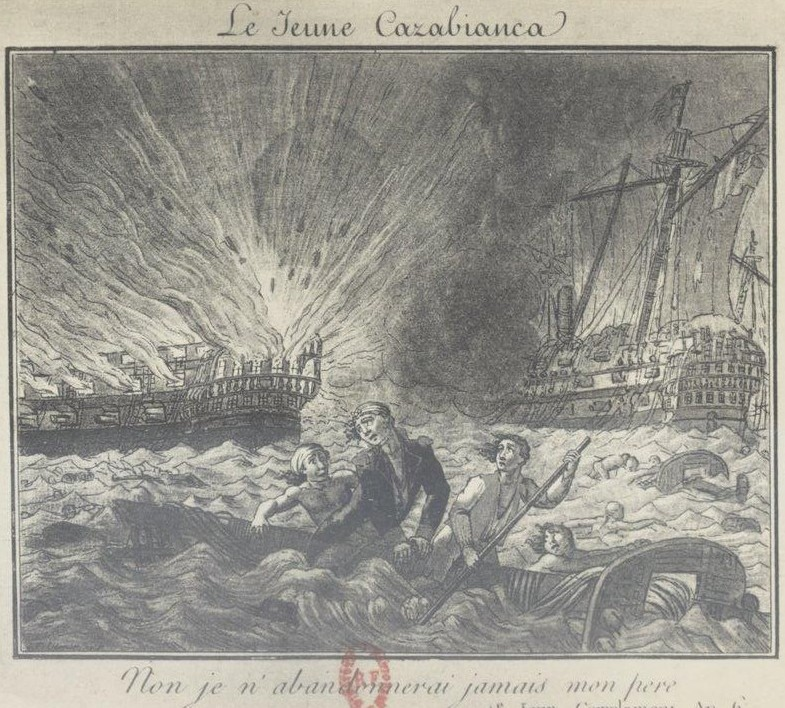
Gravure allégorique du jeune Giocante refusant d'abandonner son père alors que son vaisseau s'embrase et explose.

Casabianca, parfois appelé The Boy Stood on the Burning Deck, est un poème de Felicia Hemans publié la première fois dans The New Monthly Magazine en août 1826.

## Thème
Ce poème relate un fait d'armes de la bataille d'Aboukir entre les marines française et britannique en 1798. Le nom fait référence à Luc-Julien-Joseph Casabianca, commandant du navire L'Orient, et à son fils de douze ans, Giocante.
Durant la bataille d'Aboukir, le jeune Giocante resta à son poste comme son père le souhaitait alors que le navire avait pris feu. Il refuse de partir si ce n'est pas son père qui lui en donne ordre. Malheureusement, Luc-Julien-Joseph Casabianca est mort au combat et, alors que tous les canons avaient été abandonnés, Giocante  périt dans l'explosion du vaisseau lorsque les flammes atteignirent la poudre à canon.
| Version originale | Traduction |
| --- | --- |
| Source The boy stood on the burning deck Whence all but he had fled; The flame that lit the battle's wreck Shone round him o'er the dead. Yet beautiful and bright he stood, As born to rule the storm; A creature of heroic blood, A proud, though child-like form. The flames rolled on–he would not go Without his Father's word; That father, faint in death below, His voice no longer heard. He called aloud–« say, Father, say If yet my task is done? » He knew not that the chieftain lay Unconscious of his son. « Speak, father! » once again he cried, « If I may yet be gone! » And but the booming shots replied, And fast the flames rolled on. Upon his brow he felt their breath, And in his waving hair, And looked from that lone post of death In still yet brave despair. And shouted but once more aloud, « My father! must I stay? » While o'er him fast, through sail and shroud, The wreathing fires made way. They wrapt the ship in splendour wild, They caught the flag on high, And streamed above the gallant child, Like banners in the sky. There came a burst of thunder sound– The boy–oh! where was he? Ask of the winds that far around With fragments strewed the sea!– With mast, and helm, and pennon fair, That well had borne their part– But the noblest thing which perished there Was that young faithful heart. | Cette traduction n'est pas une traduction littérale scrupuleuse et a pour but une compréhension globale du texte. Le garçon se tenait sur le pont brûlant D'où tous sauf lui s'étaient sauvés; La flamme qui avait allumé l'épave de la bataille Brillait autour de lui par-dessus les morts. Mais beau et brillant il se tenait là, Comme né pour régner sur la tempête; Créature au sang héroïque, Silhouette fière bien qu'enfantine. Les flammes ondulaient — il refusait de partir Sans l'ordre de son père. Ce père, évanoui dans la mort Dont la voix ne serait plus jamais entendue. Il appela très fort-« Dis-moi, père, dis-moi Si j'ai accompli ma tâche. » Il ignorait que le capitaine gisait Inconscient de son fils. «Père, dis-moi» cria-t-il encore «si, maintenant, je peux partir !» Mais seuls répondirent les explosions, et les flammes rapidement s'approchaient Il en sentit le souffle sur son front et ses cheveux ondulants, et son regard, depuis ce mortel observatoire solitaire, brillait encore de courage désespéré et il cria cette fois plus fort encore «Mon père, dois-je rester ?» tandis que vers lui, à travers voiles et haubans se ruaient les tourbillons de feu il enveloppèrent le vaisseau de leur sauvage splendeur s'emparèrent du pavillon resté haut et flottèrent au-dessus de l'intrépide enfant comme autant de bannières dans les cieux ici explosa un grondement de tonnerre Oh le garçon - où était-il ? demandez le aux vents qui très loin jonchèrent la mer de débris de mât, bordé et pavois qui avaient rempli leur part mais la plus noble chose qui périt ici fut ce jeune cœur fidèle. |

## Postérité
Casabianca est un des poèmes anglais connus du XIXe siècle et souvent appris à l'école au Royaume-Uni et aux États-Unis entre les années 1850 et 1950 et donc de l'Époque victorienne. Il est également connu comme étant l'objet de parodies,. Sa première phrase est également très reconnaissable dans la littérature britannique.
Étonnamment, le sujet de ce poème britannique est français. Il aurait inspiré une légende selon laquelle Giocante aurait lui-même allumé le feu pour éviter sa capture par les Britanniques.
Le poème a également inspiré la poétesse Elizabeth Bishop pour une autre version de celui-ci.